# Збройні сили Кувейту

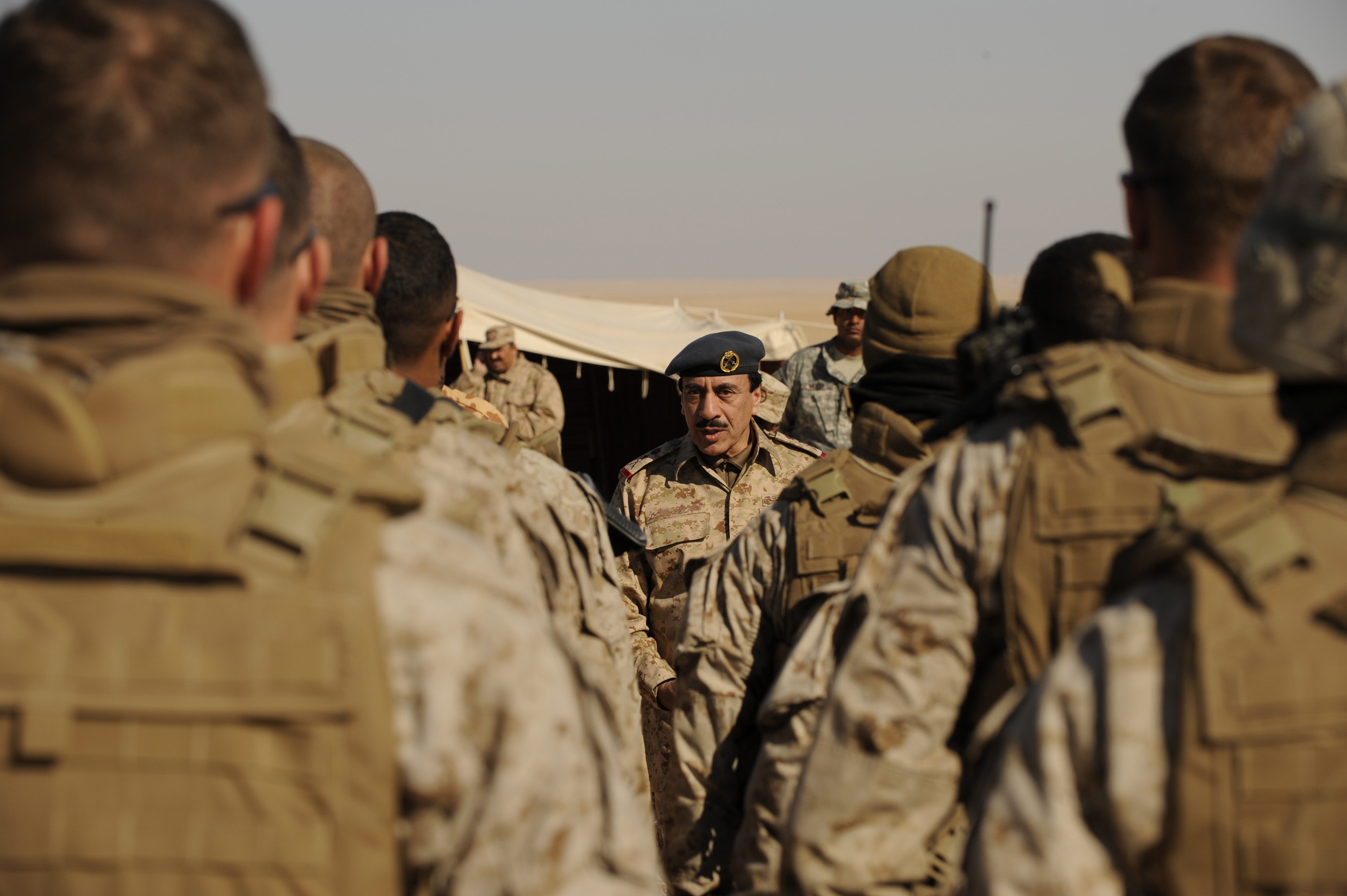
Маршал авіації Фахд Аль-Амір говорить до групи американських морських піхотинців

Військові сили Кувейту — сукупність груп сухопутних, морських та військово-повітряних підрозділів, з метою оборони країни як від зовнішньої, так і внутрішніх загроз проти мирних громадян та суверенітету країни. За конституцією Кувейту, верховним головнокомандувачем збройних сил країни є емір, але повсякденне командування здійснюється міністром оборони через начальника Генерального штабу та командувача Національною гвардією, підлеглого безпосередньо міністру. Термін служби за призовом становить 24 місяці.

## Історія
Сучасна армія формувалася з місцевих, національних служб безпеки, які 1947 року стали основою армії Кувейту, що на той час знаходився під протекторатом Великої Британії.
Після прийняття суверенітету в 1961 році у Кувейту було кілька піхотних та мотострілецьких дивізій, обмежене число бронетехніки. Загальна чисельність військовослужбовців становила в той час 2500 осіб.

### Війна в Перській затоці
Після вторгнення Іраку в 1990 році збройні сили Кувейту були фактично знищені. Лише частина авіації, яка перелетіла до Саудівської Аравії не постраждала. Після втручання країн-посередників відповідно до резолюції № 660 іракські війська були вигнані з країни. Збройні сили Кувейту фактично були створені заново за 12-річною програмою з 1991 по 2003 роки. Тільки на 1992 був запланований оборонний бюджет, що становив близько 9 мільярдів доларів США, що в шість разів перевищувало довоєнний. 2008 року оборонний бюджет країни склав 1,195 мільярда динарів, або 4,336 мільярда доларів.

## Склад збройних сил
За даними Міжнародного інституту стратегічних досліджень (IISS) в The Military Balance на 2010 [Архівовано 12 жовтня 2012 у Wayback Machine.] рік армія Кувейту складається із сухопутних сил, військово-морських сил і військово-повітряних сил, а також Національної гвардії.

### Сухопутні війська
- Сухопутні сили складають близько 11 тис. осіб (включаючи до 3, 7 тис. іноземних фахівців) у складі 10 бригад (3 бронетанкові, бригада гвардії еміра, резервна, 2 мотопіхотні, артилерійська, інженерна, розвідувальна) та окремого батальйону спеціального призначення.
- Національна гвардія — 6,6 тис. чол.

Озброєння: 
- 368 танків (150 М84, 218 М1А2 «Абрамс», приблизно половина розташована на зберіганні; раніше на озброєнні також були британські танки «Chieftain»[2]),
- 76 БМП-2, 120 БМП-3, 254 БМП «Дезерт Уорріор»,
- 321 БТР (в тому числі 40 на зберіганні), 113 самохідних гаубиць калібру 155 мм (з них 18 на зберіганні),
- 27 РСЗВ «Смерч» калібру 300 мм,
- 78 мінометів,
- 118 ПУ ПТКР TOW (включаючи 8 М-901, 66 на базі автомобіля HMMWV),
- близько 200 84-мм безвідкатних гармат.

### Військово-морські сили
Військово-морський флот — 2 тисячі людей (в тому числі 500 військовослужбовців берегової охорони).
Озброєння:
- ВМС: 10 РКА (1 TNC-45, 1 FPB-57, 8 «Комбаттанте I»), 12 патрульних катерів, 2 десантні катери, 1 допоміжне судно.
- БОХР: 4 ПКА, 30 катерів.

### Повітряні сили
До складу ПС Кувейту станом на 2008 рік входили 1 ударна, 2 винищувально-бомбардувальні, 3 вертолітні, 2 навчальні та одна транспортна ескадрилья, розміщені на двох основних авіабазах, а також авіазагін для транспортування керівництва країни та урядовців.
За даними журналу Aviation Week & Space Technology, у ВПС Кувейту налічувався 31 винищувач-бомбардувальник F/A-18, 16 багатоцільових і 6 ударних гелікоптерів, а також близько 50 одиниць транспортної та навчально-тренувальної авіатехніки.